# Gao Tingyu
Gao Tingyu (en chino: 高亭宇; Yichun, 15 de diciembre de 1997) es un deportista chino que compite en patinaje de velocidad sobre hielo.
Participó en dos Juegos Olímpicos de Invierno, obteniendo dos medallas, bronce en Pyeongchang 2018  y oro en Pekín 2022, ambas en la prueba de 500 m.
Ganó una medalla de plata en el Campeonato Mundial de Patinaje de Velocidad sobre Hielo en Distancia Individual de 2020, en velocidad por equipos.

## Palmarés internacional
| Juegos Olímpicos                           | Juegos Olímpicos                | Juegos Olímpicos  | Juegos Olímpicos      |
| Año                                        | Lugar                           | Medalla           | Prueba                |
| ------------------------------------------ | ------------------------------- | ----------------- | --------------------- |
| 2018                                       | Pyeongchang (Corea del Sur)     | Medalla de bronce | 500 m                 |
| 2022                                       | Pekín (China)                   | Medalla de oro    | 500 m                 |
| Campeonato Mundial en Distancia Individual |                                 |                   |                       |
| Año                                        | Lugar                           | Medalla           | Prueba                |
| 2020                                       | Salt Lake City (Estados Unidos) | Medalla de plata  | Velocidad por equipos |